# Massacre de Staropromyslovsky
Le massacre de Staropromyslovsky s'est produit entre décembre 1999 et janvier 2000, lorsqu'au moins 38 civils ont été sommairement exécutés par des soldats fédéraux russes lors d'une apparente frénésie dans le district de Staropromyslovsky à Grozny, la capitale de la République tchétchène, selon des survivants et des témoins oculaires. Les meurtres sont restés impunis et n’ont pas été reconnus publiquement par les autorités russes. En 2007, une affaire de triple meurtre a été jugée contre la Russie par la Cour européenne des droits de l'homme (CEDH).

## Les meurtres
Les meurtres ont eu lieu entre fin décembre 1999 et mi-janvier 2000, lors des violents combats pour la conquête de la ville. La plupart des 38 victimes étaient des femmes et des hommes âgés, et tous semblent avoir été délibérément abattus par des soldats russes à bout portant. Plus d'une douzaine de civils supplémentaires pourraient également avoir été assassinés dans le district. En outre, six hommes du district de Staropromyslovsky, vus pour la dernière fois en détention en Russie, ont « disparu » au cours de la même période et sont toujours portés disparus.

## Conséquences
On ne sait pas si les autorités militaires et civiles russes ont enquêté sérieusement sur les meurtres de Staropromyslovsky, ni sur d'autres incidents similaires en Tchétchénie.
Le 29 novembre 2007, la CEDH a rendu une décision dans l'affaire Tangieva c. La Russie en faveur d'un proche des victimes de l'une des exécutions sommaires survenues dans le district aux premières heures du 11 janvier 2000. Les victimes, parents du requérant, furent tous deux abattus aux côtés d'une autre femme dans leur maison, qui fut ensuite incendiée. Leurs décès ont été attribués à la fédération de Russie ; la Cour a également reproché à la Russie de ne pas avoir mené une enquête efficace,.